# Emily Hallifax
Emily Hallifax, née le 9 décembre 2005 à Nice, est une plongeuse française, spécialiste du haut vol (plateforme à 10 mètres).

## Carrière
Dans sa jeunesse, Emily Hallifax pratique d'abord la gymnastique de haut niveau, d’abord en gymnastique artistique puis acrobatique; Elle découvre le plongeon à 16 ans pendant la période de confinement. Pour sa première participation aux Championnats de France, elle décroche une médaille d’argent chez les juniors puis intègre l’INSEP.
En 2023, elle est vice-championne de France en individuel à 10m et elle termine dixième des championnats du monde 2023 au 10m synchro avec sa partenaire Jade Gillet.
En 2024, elle remporte la médaille d'argent aux championnats d'Europe en individuel à 10 mètres, ex-æquo avec la plongeuse ukrainienne Sofiya Lyskun et ajoute une médaille de bronze en synchronisé avec Jade Gillet.